# Yungipicus ramsayi
A Yungipicus ramsayi a madarak (Aves) osztályának harkályalakúak (Piciformes) rendjébe, ezen belül a harkályfélék (Picidae) családjába tartozó faj.

## Rendszerezése
A fajt Edward Hargitt skót ornitológus írta le 1881-ben, a Iyngipicus nembe Iyngipicus ramsayi néven. Sorolták a Dendrocopos nembe Dendrocopos ramsayi néven és a Picoides nembe Picoides ramsayi néven is.

## Előfordulása
Délkelet-Ázsiában, a Fülöp-szigetekhez tartozó Sulu-szigetek területén honos. Természetes élőhelyei a szubtrópusi és trópusi száraz erdők, síkvidéki esőerdők, mangroveerdők, gyepek, valamint másodlagos erdők és ültetvények. Állandó, nem vonuló faj.

## Természetvédelmi helyzete
Az elterjedési területe kicsi, egyedszáma 2500-9999 példány közötti és gyorsan csökken. A Természetvédelmi Világszövetség Vörös listáján sebezhető fajként szerepel.